# Мария (лунный кратер)
Кратер Мария (лат. Mary) — маленький ударный кратер в юго-восточной части Моря Ясности на видимой стороне Луны. Название присвоено по английской форме еврейского женского имени и утверждено Международным астрономическим союзом в 1976 г. 

## Описание кратера

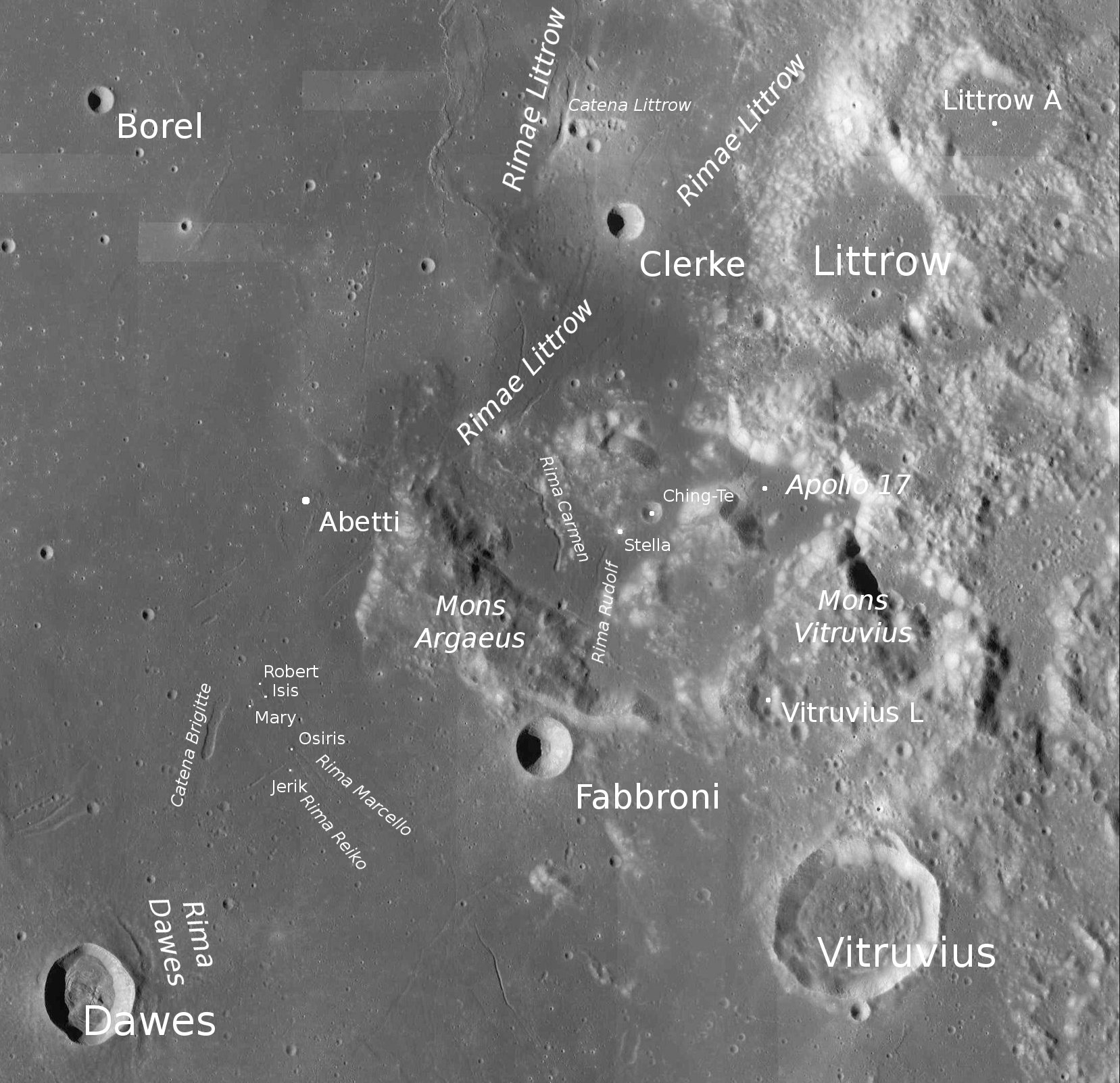
Окрестности кратера Мария. Снимок зонда Lunar Reconnaissance Orbiter.

В непосредственной близости от кратера Мария располагаются кратероподобные образования – Иерик, Роберт, Осирис и Исис; а также борозда Марчелло; борозда Рейко и цепочка кратеров Бриджитт. 

Другими ближайшими соседями кратера являются кратер Дауэс на юго-западе; кратер Абетти на севере; кратер Фаброни на востоке и кратер Бекетов на юго-востоке. На северо-востоке от кратера Мария находится пик Аргея. 

Селенографические координаты центра кратера 18°56′ с. ш. 27°23′ в. д. / 18,93° с. ш. 27,39° в. д., диаметр 0,53 км, глубина 127 м>.

Кратер имеет правильную циркулярную чашеобразную форму.

## Сателлитные кратеры
Отсутствуют.

## См.также
- Список кратеров на Луне
- Лунный кратер
- Морфологический каталог кратеров Луны
- Планетная номенклатура
- Селенография
- Минералогия Луны
- Геология Луны
- Поздняя тяжёлая бомбардировка